# U-Bahnhof Hallerstraße
Der U-Bahnhof Hallerstraße ist eine U-Bahn-Haltestelle der U-Bahn Hamburg auf der Grenze zwischen Hamburg-Rotherbaum und Harvestehude. Das Kürzel der Station bei der Betreiber-Gesellschaft Hamburger Hochbahn lautet „HR“, die Haltestelle wurde am 2. Juni 1929 eröffnet.

## Lage und Nutzung
Die Station ist unter der Kreuzung Hallerstraße/Rothenbaumchaussee gelegen. Heute befinden sich hier Wohn- und Geschäftshäuser sowie das von Norman Foster erbaute Multimedia Centre Rotherbaum, weswegen die Haltestelle auch diesen Namenszusatz trägt. Sie bindet zudem unter anderem das naheliegende Tennisstadion am Rothenbaum, die Hörfunkabteilung und Verwaltung des Norddeutschen Rundfunks sowie weite Teile der Universität Hamburg an das Hamburger Schnellbahnnetz an. Der U-Bahnhof hat täglich 18.658 Ein- und Aussteiger (Mo–Fr, 2019).

## Geschichte
Die Station wurde als Teil der KellJung-Linie eröffnet, heute ein Teil der Linie U1. Unmittelbar an der Station Hallerstraße lag das Rothenbaum-Stadion des Hamburger SV, das seit 1997 mit Wohnhäusern bebaut ist. Als ausführender Architekt wird Karl Schneider benannt.
Beim Bau der Haltestelle wurden Vorleistungen für den Bau des Alsterhalbrings in Form einer besonderen Stützenkonstruktion in der Bahnsteigmitte geschaffen, um für die geplante kreuzende, in Richtung Osten die Alster unterquerende Linie einen Treppenaufgang bauen zu können. Von 1938 bis 1945 trug der Bahnhof den Namen Ostmarkstraße.
Während des Abrisses und Umbau eines ehemaligen Bunkers zu einem Multimediazentrum in unmittelbarer Nähe zum Rothenbaum-Stadion und dessen Bebauung wurde der U-Bahnhof 1997 modernisiert. Im Zuge dessen schuf der in Hamburg lebende Künstler Jürgen Linden eine Installation für die Haltestelle, bestehend aus einem an der Stelle der Stützenkonstruktion der erwähnten Bauvorleistung auf den Boden aufgemalten Tennisplatz mit zwei Tennisspieler-Gemälden in Acryl an dessen Enden. Seit dem 6. Oktober 2015 weist die Haltestelle einen Fahrstuhl auf und ist somit barrierefrei. Im Zuge dieser Umbauarbeiten wurde der mittlere Teil des Bahnsteigs angehoben um ein barrierefreies Ein- und Aussteigen zu ermöglichen und der aufgemalte Tennisplatz durch ein Schachbrettmuster zur Kennzeichnung ersetzt.

## Verkehrsanbindung
| Linie | Verlauf |
| ----- | --- |
| U 1   | Norderstedt Mitte – Richtweg – Garstedt – Ochsenzoll – Kiwittsmoor – Langenhorn Nord – Langenhorn Markt – Fuhlsbüttel Nord – Fuhlsbüttel – Klein Borstel – Ohlsdorf – Sengelmannstraße (City Nord) – Alsterdorf – Lattenkamp (Sporthalle) – Hudtwalckerstraße – Kellinghusenstraße – Klosterstern – Hallerstraße – Stephansplatz (Oper/CCH) – Jungfernstieg – Meßberg – Steinstraße – Hauptbahnhof Süd – Lohmühlenstraße – Lübecker Straße – Wartenau – Ritterstraße – Wandsbeker Chaussee – Wandsbek Markt – Straßburger Straße – Alter Teichweg – Wandsbek-Gartenstadt – Trabrennbahn – Farmsen – Oldenfelde – Berne – Meiendorfer Weg – Volksdorf / Streckenast Ohlstedt – Buckhorn – Hoisbüttel – Ohlstedt \ Streckenast Großhansdorf – Buchenkamp – Ahrensburg West – Ahrensburg Ost – Schmalenbeck – Kiekut – Großhansdorf |

Am U-Bahnhof Hallerstraße besteht Übergang zur MetroBus-Linie 15, zur StadtBus-Linie 114 und zur NachtBus-Linie 605.
| Linie | Verlauf |
| ----- | --- |
| 15    | S Othmarschen – Altona – U Schlump – U Hallerstraße – Alsterchaussee                                                    |
| 114   | Dammtor – U Hallerstraße – Eppendorfer Marktplatz – U Lattenkamp – Lufthansa-Basis                                      |
| 605   | Rathausmarkt – Dammtor – Alsterchaussee – U Hallerstraße – Eppendorfer Marktplatz – Lufthansa-Basis – S Hamburg Airport |